# Ronan Finn
Ronan Finn (Dublín, 21 de diciembre de 1987) es un futbolista irlandés que juega de centrocampista en el Shamrock Rovers de la Premier Division de Irlanda.

## Carrera internacional
Finn fue internacional sub-21 y sub-23 con la selección de fútbol de Irlanda.

## Clubes
| Club            | País    | Año       |
| --------------- | ------- | --------- |
| UC Dublín       | Irlanda | 2005-2009 |
| Sporting Fingal | Irlanda | 2010      |
| Shamrock Rovers | Irlanda | 2011-2014 |
| Dundalk F. C.   | Irlanda | 2015-2016 |
| Shamrock Rovers | Irlanda | 2017-Act. |

## Palmarés

### Títulos nacionales
| Título           | Club            | País    | Año  |
| ---------------- | --------------- | ------- | ---- |
| Premier Division | Shamrock Rovers | Irlanda | 2011 |
| Premier Division | Dundalk F. C.   | Irlanda | 2015 |
| Copa de Irlanda  | Dundalk F. C.   | Irlanda | 2015 |
| Premier Division | Dundalk F. C.   | Irlanda | 2016 |
| Copa de Irlanda  | Shamrock Rovers | Irlanda | 2019 |
| Premier Division | Shamrock Rovers | Irlanda | 2020 |